# Spoorlijn 220
Spoorlijn 220 is een Belgische spoorlijn in de haven van Antwerpen. De spoorlijn wordt enkel gebruikt voor het goederenvervoer. De lijn takt bij Y Noorderlaan af van spoorlijn 27A en loopt van daar langs de bundel Far West naar het Straatsburgdok. Langs het Albertkanaal liep de lijn verder oostwaarts naar de industriezone van Merksem. Dit deel werd ook wel Nijverheidsspoor Merksem genoemd.

## Buurtspoorweg

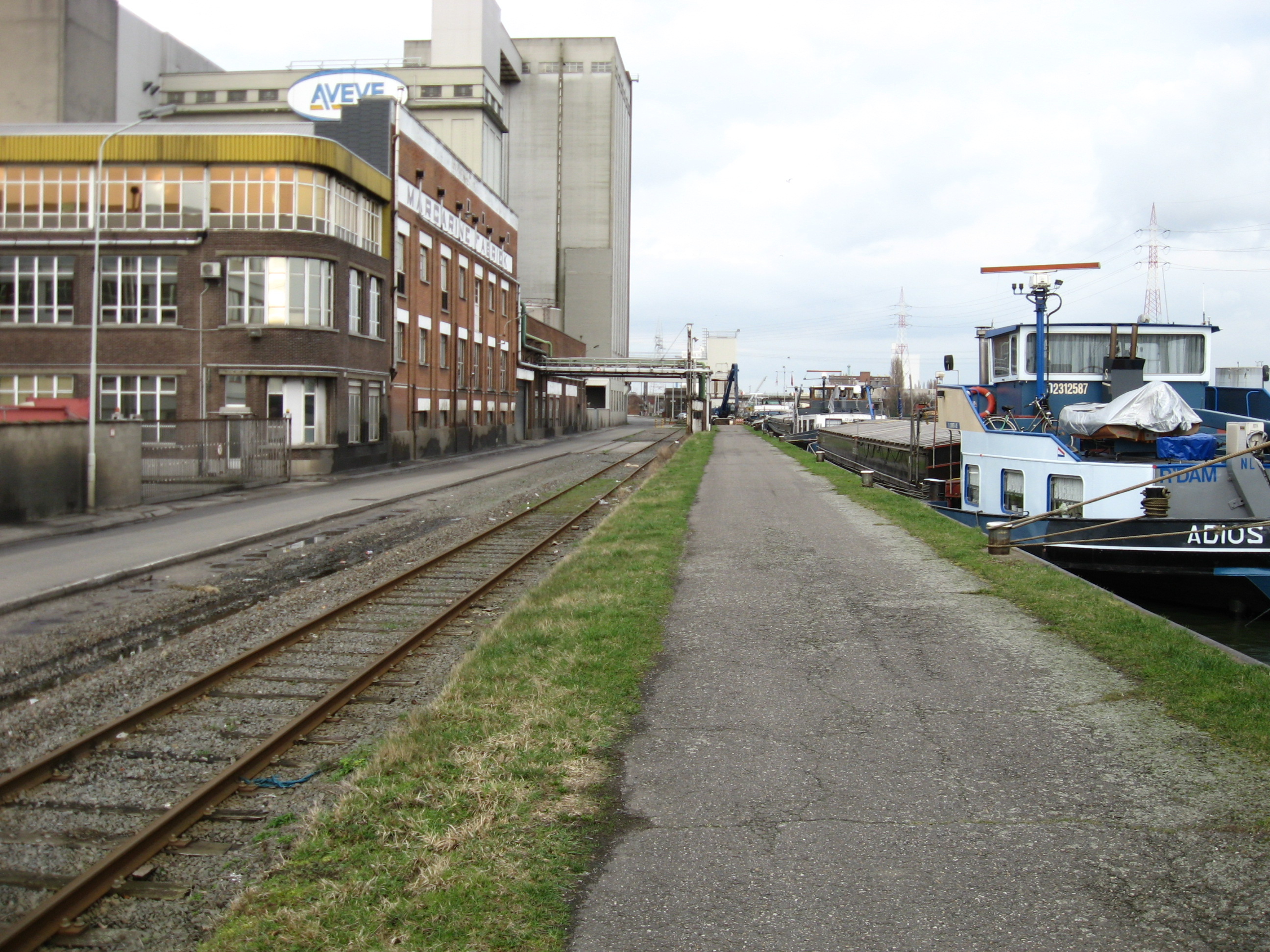
Het spoor langs het Albertkanaal in Merksem voor 2014. Het was hier vroeger dubbelsporig.

De spoorweg langs het Albertkanaal maakte vroeger deel uit van een normaalsporige buurtspoorwegaansluiting die in 1896 geopend is. Het overslagstation was IJskelder, die ten zuiden van de huidige station Luchtbal was gelegen. Op 9 juni 1967 is de lijn overgenomen door de NMBS.
In 2014 werd de lijn tussen het Straatsburgdok en Merksem beëindigd en de spoorweg ten oosten van spoorlijn 25 grotendeels opgebroken. In 2015 werd ook het gedeelte ten westen van de spoorlijn 25 tot aan de Michiganstraat opgebroken. 

## Aansluitingen
In de volgende plaatsen is er een aansluiting op de volgende spoorlijnen:
Y Noorderlaan
Spoorlijn 27A tussen Hoboken-Kapelstraat en Bundel Rhodesië
Y Ford
Spoorlijn 221 tussen Y Ford en Y Lillobrug
Spoorlijn 221A tussen Y Ford en Y Oosterweel

## Verbindingsspoor
220/1: Y Leopold (lijn 27A) - Y Ford (lijn 220, 221)